# Ulla Ackermann
Ulla Ackermann (* 27. November 1950 in Köln als Ulla Schmitz) ist eine deutsche Reisejournalistin, die kurzzeitig große Erfolge als Schriftstellerin feierte.

## Leben
Ulla Ackermann stammt aus Köln. Den Namen Ackermann erhielt sie durch die Heirat mit dem Journalisten und Schriftsteller Rolf Ackermann, mit dem sie zwei erwachsene Söhne hat. Gemeinsam lebten sie einige Jahre auf einer Lodge in Kenia. Nach der Scheidung von Rolf Ackermann lebte sie allein mit ihren Söhnen in der Hafenstadt Mombasa in Kenia. 1995 kehrte sie nach Deutschland zurück, arbeitete als Reisejournalistin für die Frankfurter Rundschau und schrieb Reiseführer über afrikanische Länder, darunter Südafrika, Namibia und Kenia. 2003 veröffentlichte sie unter dem Namen Ulla Ackermann im Verlag Hoffmann und Campe die Autobiografie Mitten in Afrika – Zuhause zwischen Paradies und Hölle, die mit ca. 25.000 verkauften Exemplaren zunächst ein Bestseller wurde, bald darauf jedoch als größtenteils frei erfunden enttarnt und vom Markt genommen wurde. Andere Publikationen der Autorin sind dagegen weiter im Buchhandel erhältlich. Den Schwerpunkt bilden Reiseführer über Afrika und Italien.
Nach der Fälschung war die Journalistin, nunmehr unter dem Namen Ulla Schmitz, ab 2005 auf der Nordseeinsel Spiekeroog Herausgeberin und nahezu ausschließliche Autorin der neu gegründeten Spiekerooger Zeitung, die als Sprachrohr der dortigen Interessen des Reeders Niels Stolberg galt und mutmaßlich von diesem finanziert wurde, was jedoch sowohl Schmitz als auch Stolberg bestritten. Weiterhin verfasste sie unter dem Namen Ulla Schmitz den Text zu einem Kochbuch mit Rezepten von Spiekeroog.

## Gefälschte Autobiografie „Mitten in Afrika – Zuhause zwischen Paradies und Hölle“
Die im Februar 2003 auf den Markt gekommene Autobiografie Mitten in Afrika – Zuhause zwischen Paradies und Hölle war mehrere Wochen in den Bestsellerlisten des deutschsprachigen Raumes vertreten (u. a. fünf Wochen in der Spiegel-Bestsellerliste). Die Verkaufszahlen wurden durch zahlreiche Auftritte in Talkshows sowie Autorenlesungen gefördert. U.a. war sie am 18. Februar 2003 in der von Alfred Biolek moderierten Sendung Boulevard Bio zum Thema „Aufbruch ins Ungewisse“ zu Gast.
Bei Veröffentlichung ihrer gefälschten Autobiografie lebte die Autorin im niedersächsischen Garrel bei Oldenburg. Der Klappentext gab „Kenia und bei Oldenburg“ als Wohnsitze an.

### Inhalt
Die Autorin gibt an, als wohlhabende Tochter „eines Zigeuners und einer Großbürgerin“ in Köln geboren zu sein. Noch als Jugendliche habe sie ihrem behütenden Elternhaus den Rücken gekehrt und sei zu reichen Verwandten in Italien gezogen. Wenig später habe sie von Mailand aus eine internationale Karriere als Model begonnen. Es folgen eine gescheiterte Ehe mit einem römischen Adligen, weitere kurze Beziehungen sowie mehrere Geburten.
Ein Journalistikstudium habe die Autorin, die ihre Kinder zwischenzeitlich allein erzogen habe, wegen Geldmangels nicht zu Ende führen können. Stattdessen habe sie direkt als Kriegsreporterin bei zwei renommierten europäischen Fernsehsendern angeheuert („CBT“ in Großbritannien und „TRN“ in Italien). Dass ihre Vorgänger im Krisengebiet ums Leben gekommen seien, habe ihre Entscheidung nicht beeinflusst.
In verschiedenen afrikanischen Ländern habe sie insgesamt 16 Jahre, zwischen Ende der siebziger bis Mitte der neunziger Jahre unermessliche Brutalität und großes Leid erlebt. Tausende Menschen – darunter viele Kollegen – seien vor ihren Augen gestorben. Ihre zweijährige Tochter sei der Malaria zum Opfer gefallen. Tatsächlich hatte die Autorin keine Tochter, sondern zwei Söhne, deren Namen im Buch geändert wurden. Sie selbst sei dem Tod mehrfach nur knapp entgangen und schließlich schwer verletzt worden.
Die Autorin habe so bekannte Persönlichkeiten wie Nelson Mandela, Idi Amin und Osama bin Laden unter recht skurrilen Umständen persönlich getroffen. Mandela etwa habe sie mehrmals im Gefängnis auf Robben Island und „nach 1980“ in Pretoria interviewt. In Idi Amins Kühltruhen habe sie Kinderleichen gesehen. In Somalia sei sie Augenzeugin eines Lynchmords an einem anderen Journalisten geworden.
Dabei habe sie vor allem die Schwarzafrikaner als „entseelte Tötungsmaschinen“ erlebt, während die Schönheiten der Natur sowie die weißen Bewohner für sie eher das gute Afrika verkörpern. Am Ende der Erzählung ergreift die Autorin entkräftet und verletzt (ein Soldat habe ihr mit dem Gewehrkolben das „Knie zertrümmert“)
die Chance, als Reisejournalistin ein sichereres Leben zu führen.

### Enttarnung der Fälschung
Vor der Enttarnung der Fälschung erhielt Mitten in Afrika gemischte Kritiken. Stefan Ehlert lobte in der Berliner Zeitung, die Autorin ergehe „sich nicht in Alt-Männergeschwafel à la Scholl-Latour oder Michael Birnbaum“, sondern sei „emotional und ehrlich bis zur Naivität“, was ihr angesichts ihrer traumatischen Erlebnisse (u. a. Malaria-Tod der kleinen Tochter) jedoch nachzusehen sei. Das Buch sei „weniger als Analyse der afrikanischen Tragödie“ lesenswert, dafür jedoch „persönliche Lebensbeichte“. Michael Bitala, Rezensent der Süddeutschen Zeitung dagegen bezeichnete den Inhalt als „baren Unsinn“ und warf der Autorin Rassismus vor, da im gesamten Buch „kein einziger intelligenter Afrikaner“ vorkomme.
In der zweiten Junihälfte 2003 deckte die ehemalige Südafrika-Korrespondentin Almut Hielscher im Nachrichtenmagazin Der Spiegel auf, dass die im Hoffmann und Campe Verlag erschienene Lebensgeschichte in entscheidenden Passagen frei erfunden war.
Zur Aufdeckung der Fälschung trugen maßgeblich Journalisten bei, die selbst zur besagten Zeit an afrikanischen Kriegsschauplätzen tätig waren. Zwar verfolgte die Autorin offensichtlich die Strategie, in ihr Werk überwiegend bereits verstorbene Kollegen oder schwer greifbare Persönlichkeiten der Zeitgeschichte einzubauen, was eine Enttarnung erschwerte. Allein jedoch die Tatsache, dass niemand im engen persönlichen Netzwerk der Kriegsreportergemeinde die vermeintliche Kollegin kannte, führte zu erheblichen Zweifeln an der Echtheit der Berichte. Nicht einmal die TV-Sender CBT (Großbritannien) und TRN (Italien), für die sie angeblich gearbeitet hatte, existierten; Programmgeschäftsführer Rainer Moritz gab später an, die Autorin habe diesen ehemaligen Arbeitgebern zugesagt, ihre tatsächlichen Namen nicht zu nennen, ihm seien diese jedoch bekannt. Auch waren alle von ihr angeblich gedrehten Filme verschwunden. Insbesondere gab es keine Hinweise auf die Existenz ihrer Interviews mit Mandela, zumal dieser laut seiner eigenen Autobiographie Der lange Weg zur Freiheit während seiner gesamten Haftzeit nie in Pretoria inhaftiert war.
Die frühere Afrika-Korrespondentin Bettina Gaus bezeichnete Ackermanns Beschreibung der schwarzen Bevölkerung Afrikas als „offenkundige[n], rassistische[n] Unfug“.
Hielscher zitierte den Lektor Jens Petersen mit den Worten: „Ich bin kein Afrika-Fachmann [...] [W]ir ziehen acht bis zehn Titel im Halbjahr durch. Und als uns Frau Ackermann sehr emotional ihr Projekt vorstellte, da hörte sich das schon sehr erlebt an.“ Trotzdem hielt der Verlag Hoffmann und Campe zunächst noch an der Autorin fest. So erklärte Rainer Moritz, Hielscher habe Petersens Aussagen „völlig aus dem Zusammenhang zitiert“. Die Kritik an dem Buch führte er auf „Neid und Missgunst einiger Kollegen“ zurück und beantragte eine einstweilige Verfügung, um dem Spiegel-Verlag die Wiederholung der Aussagen zu untersagen.
Als jedoch offensichtliche historische Fehler und Widersprüche in der Autobiografie nachgewiesen werden konnten, mussten die Verantwortlichen des Verlags, die die Ungereimtheiten zunächst abgetan und Kritikern sogar juristische Schritte angedroht hatten, die Richtigkeit der Vorwürfe einräumen. Nachdem die Autorin die Fälschungen zugab, entschuldigte sich der Verlag bei der Öffentlichkeit, rief alle Exemplare aus dem Buchhandel zurück und erstattete auf Wunsch den Kaufpreis von 21,90 €.
Rainer Moritz erklärte, die Autorin habe „einfach eine perfekte Show abgezogen“ und die Wahrheit ihrer Schilderung sogar eidesstattlich versichert; sie habe „auch ihr eigenes privates Umfeld seit vielen Jahren über ihre Lebensgeschichte getäuscht“. Er habe selbst Zweifel an der Authentizität der Biographie gehabt, sich jedoch „hinter die Autorin stellen müssen“, solange keine „Beweise“ gegen sie vorlagen.
Bettina Gaus konstatierte neben dem Versagen des Lektorats auch ein Versagen der „Redakteure von Fernsehsendungen“, die „sich ausschließlich als Makler des ihnen vorliegenden Materials [...] nicht aber als eigenständige Journalisten“ verstünden.

## Werke

### Unter dem Namen Ulla Ackermann
- (mit Rolf Ackermann und Ingrid Laurien) Kenia. Deutscher Taschenbuch-Verlag, München 1992, ISBN 3-423-03756-3.
- (Hrsg. vom Studienkreis für Tourismus und Entwicklung, Redaktion Ulla Ackermann) Thailand verstehen. Studienkreis für Tourismus und Entwicklung, Ammerland/Starnberger See, o. J. [ca. 1997] (= Sympathiemagazin Nr. 3)
- (Text Ulla Ackermann) Kenia. Polyglott-Verlag, München 1998, ISBN 3-493-61568-X.
- (mit Anthony Cassidy (Fotos)) Rom: der Führer durch die Stadt. Koval, Unterfischbach o. J. [ca. 1999], ISBN 3-931464-28-8.
- (mit Thomas Härtrich) Traumstraßen Südafrika, Namibia. Südwest, München 2000, ISBN 3-517-06094-1.
- (Birgit Borowski, bearbeitet von Ulla Ackermann) Namibia. 3. Auflage. vollst. überarb. und neu gestaltet. Baedeker, Ostfildern 2002, ISBN 3-89525-477-0.
- Südafrika: mit Lesotho und Swaziland, Artemis Limes, München 1997, ISBN 3-8090-0858-3.
- Senegal, Gambia: Senegal und Gambia entdecken und erleben. Gräfe und Unzer, München 2000, ISBN 3-7742-0730-5.
- Tansania & Sansibar. DuMont, Köln 2000 (= DuMont-Reise-Taschenbücher 2197). ISBN 3-7701-5303-0.
- Mitten in Afrika: zu Hause zwischen Paradies und Hölle, Hoffmann und Campe, Hamburg 2003, ISBN 3-455-09383-3.
- Mitten in Afrika: zu Hause zwischen Paradies und Hölle (Hörbuch auf 5 CDs), Hoffmann und Campe, Hamburg 2003, ISBN 3-455-30326-9.
- (mit Thomas Härtrich) Die schönsten Routen in Südafrika und Namibia. Bruckmann, München 2005, ISBN 3-7654-4257-7 (Neuausgabe von Traumstraßen Südafrika, Namibia aus dem Jahr 2000)

### Unter dem Namen Ulla Schmitz
- Willkommen in Amsterdam. Lingen, Köln 2005.
- Willkommen in Venedig. Lingen, Köln 2006.
- (mit Robert Geipel (Fotos)): So kocht man auf Spiekeroog und umzu: eine kulinarische Reise über die Insel und zum nahen Festland. Inselzauber Medien, Bremen 2007, ISBN 978-3-938737-18-7.
- (mit Robert Geipel (Fotos)): Leidenschaftlich Kochen mit Bastian Bittlingmaier: 12 Monate – 36 Rezepte und viel Wissenswertes. Inselzauber Medien, Bremen 2007, ISBN 978-3-938737-27-9.
- Namibia MairDumont, Ostfildern 2008, ISBN 978-3-8297-0499-1.
- Willkommen am Gardasee. Lingen, Köln 2012.
- Willkommen in Rom. Lingen, Köln 2012.